# Isaac Wolfson
Sir Isaac Wolfson, 1er baronet, né le 17 septembre 1897, décédé le 20 juin 1991, membre de la Royal Society, est un homme d'affaires et philanthrope juif écossais. Il est le directeur général des grands magasins Great Universal Stores (G.U.S. or Gussies) de 1932 à 1947 et président de 1947 à 1987.
Il crée la Wolfson Foundation pour distribuer la plus grande partie de sa fortune à des bonnes œuvres. Great Universal Stores était une société de vente par correspondance. Il rejoint la société en 1932 comme contrôleur du marchandising, et devient la même année directeur général adjoint. L'entreprise est en difficulté quand il la rejoint, mais il la redresse et en fait une affaire florissante et la principale source de sa fortune. Il possède aussi d'autres entreprises commerciales prospères. Son fils Leonard Wolfson lui succède à la tête des affaires.

## Ses débuts dans la vie
Isaac Wolfson est le fils d'un ébéniste juif, Solomon Wolfson, originaire de Rajgród en Pologne, qui s'est installé dans le quartier des Gorbals à Glasgow en Écosse. Sa mère est Nechi Surah Wilamowski.
Il fait ses études au Queen's Park School à Glasgow. Il est brillant en mathématique, mais n'a pas les moyens de suivre des cours de comptabilité. Il devient alors vendeur pour son père qui fabrique des tables et des chaises bon marché pour la population locale. Il est reconnu comme un brillant vendeur. À cette époque, il se fait de nombreux amis dans les affaires, qui travailleront plus tard avec lui.
En 1920, il s'installe à Londres où il crée sa propre entreprise, vendant des horloges, des miroirs et de la tapisserie.
En 1926, il épouse Edith Specterman. Son beau-père possède une chaine de cinémas suburbains et l'aide au début financièrement.

## LeGreat Universal Stores
En 1930, il expose à une foire commerciale à l'hôtel de ville de Manchester. George Rose était alors un directeur du Great Universal Stores, anciennement Universal Stores. Rose apprécie le stand de Wolfson, et lui commande 500 horloges, ce qui pour Wolfson est une importante commande. Rose invite Wolfson à déjeuner et lui fait visiter l'usine G.U.S. de la Devonshire Street. Bientôt Wolfson est engagé comme responsable des achats de G.U.S., mais il conserve sa propre affaire et ne prend chez G.U.S. qu'une participation aux bénéfices et des options sur actions à la place d'un salaire.
Universal Stores a été fondé en 1900 par Abraham, George et Jack Rose. La société développe de la vente par correspondance, envoyant de petits catalogues. En 1931, juste après l'embauche de Wolfson, la société entre en bourse, mais connait de grosses difficultés, et le prix des actions dégringolent. Les raisons de cette chute sont multiples: inexpérience financière; un déménagement mal préparé de Manchester à Londres; un incendie; et la récession. Ces troubles hâtent la mort d'Abraham qui était déjà très malade.  
Wolfson acquiert progressivement les parts des frères Rose, en utilisant l'argent prêté par son beau-père et par son ami Archibald Mitchelson. En 1932, il devient codirecteur général avec George et en 1934 l'unique directeur général. En 18 mois, Wolfson diminue le personnel et rationalise la société. Une perte de 55 000 livres en 1932 se transforme en un gain de 330 000 livres l'année suivante. À partir de 1934, Wolfson acquiert des sociétés avec paiement à tempérament et des biens immobiliers, soit pour la G.U.S soit en nom propre. Ces acquisitions lui procurent du cash pour de plus amples acquisitions. Parmi les sociétés achetées, on peut citer: Midland and Hackney (ameublement), Drages, Alexander Sloan, Jays and Campbells (ameublement), British and Colonial Furniture et Smart Brothers.
Quand la Seconde Guerre mondiale éclate, Wolfson est trop vieux pour être mobilisé. Pendant la guerre, il continue à acheter des sociétés. Son raisonnement est simple: si Hitler gagne la guerre, ses affaires seront de toute façon confisquées, mais dans le cas contraire, cette période offre d'énormes opportunités. En 1932, G.U.S est estimé à 700 000 livres, en 1938 à 1 980 000 livres, mais en 1948, sa valeur est de 16 millions de livres. Cette progression remarquable et ce plan d'acquisition agressif sont par la suite suivis par un taux de progression plus modéré et une gestion plus entrepreneuriale. 
En 1970, Wolfson a vendu ses activités commerciales privées, et donné le contrôle de G.U.S à son fils Leonard.

## Autres centres d'intérêt
Wolfson est un brillant financier, ce qui fut la principale raison de ses succès précoces. Plus tard, il soutiendra James Goldsmith et garantira le contrat d'achat à crédit de la société Rolls Razor par John Bloom, un fabricant de machine à laver, mais retirera son soutien financier en 1964, conduisant à la liquidation volontaire de la société.

## Religion et philanthropie
Wolfson est un juif orthodoxe fervent. Il suit l'exemple de son père et de la communauté d'Europe centrale dont il est originaire. Il aurait dit: « Personne ne doit posséder plus de 100 000 livres. Le reste doit être donné à des œuvres charitables ». Il donne énormément d'argent à des associations caritatives. À la demande expresse de son ami Israel Sieff, président de Marks & Spencer, à partir de 1948, une partie de sa fortune va à des œuvres sionistes ou israélienne. En 1962, il est nommé président de l'United Synagogue, l'union des synagogues orthodoxes de Grande-Bretagne.
En 1955, il fonde la Wolfson Foundation, pour l'éducation, la santé et les activités de jeunesse. Celle-ci finance entre autres les Wolfson College de Cambridge et d'Oxford et la Wolfson Room au St David's College de l'université du Pays de Galles à Lampeter. Il est la seule personne non religieuse à avoir des collèges à son nom aussi bien à Oxford qu'à Cambridge. Un épisode de la comédie Yes Minister, diffusée par la BBC, et titrée Doing the Honours mentionne qu'il est la seconde personne à avoir eu cet honneur, la première étant Jésus-Christ.
Des chaires portant son nom existent à l'université Bar-Ilan de Ramat Gan à côté de Tel Aviv, à l'université de Haïfa, à l'université hébraïque de Jérusalem, à l'université de Tel Aviv et à l'université d'Oxford. Il est aussi un bienfaiteur de la John Rylands Library à Manchester, dont il finance en 1961 une petite extension. L'Edith and Isaac Wolfson Trust a financé deux projets résidentiels à Jérusalem ouest, appelés Kiryat Wolfson.

## Les honneurs
Mme Wolfson a été vice-présidente de l'association caritative anglaise Jewish Care. Jusqu'en 1960, Wolfson habite à Worcester. Il s'installe ensuite à Londres. En 1962, il reçoit le titre de baronnet de la reine d'Angleterre, Élisabeth II . Il devient ainsi le 19 février 1962, Sir Isaac Wolfson of St. Marylebone. En 1963, il est élu membre de la Royal Society et en 1971 il reçoit le Freedom of the City de Glasgow.
Il meurt en Israël le 20 juin 1991 à l'âge de 93 ans.